# Рабин, Михаэль
Михаэль Озёр Рабин (нем. Michael Oser Rabin, ивр. מִיכָאֵל עוזר רַבִּין‎, род. 1 сентября 1931, Вроцлав) — израильский учёный в области теории вычислительных систем, математик, лауреат премии Тьюринга.

## Биография
Михаэль Рабин родился в 1931 году в семье уроженца Проскурова, раввина Исраэля Аврахама Рабина в Бреслау (ныне Вроцлав), принадлежавшем тогда Пруссии. В 1935 году его семья эмигрировала в Палестину. В юном возрасте обучался математике у Элиши Нитаньяху. В 1953 году он получил степень магистра наук, окончив учёбу в Еврейском университете в Иерусалиме. Три года спустя, в 1956 году, защитил диссертацию в Принстонском университете и стал доктором философии.
Занимаелся исследованиями в области компьютерной безопасности и преподаёт в Иерусалиме и Гарварде. Имеет звания почётного профессора в следующих вузах:
- Университет Бордо (1996)
- Хайфский университет (1996)
- Открытый университет Израиля (почётный член, 1999)
- Университет Бен-Гуриона (2000)
- Вроцлавский университет (2007)

К его знаменитым ученикам относится Саарон Шелах, ныне профессор в Иерусалиме, лауреат премии Вольфа по математике.
Его дочь Таль Рабин руководит научной группой Cryptography and Privacy Research Group в компании IBM.

## Достижения
В 1969 году Рабин обобщил теорему Бюхи на случай более одной функции следования, чем показал разрешимость соответствующей теории второго порядка. В ходе ведения доказательства он доказал детерминированность игр на чётность (англ. parity games)
В 1975 году Гари Миллер разработал новый тест простоты, который был модифицирован Рабином в 1980 году. Тест Миллера — Рабина — вероятностный полиномиальный алгоритм, способный очень эффективно, но с ненулевой вероятностью ошибки, проверить число на простоту. Четыре года спустя, Майкл Рабин разработал первую асимметричную криптосистему, сложность взлома которой сравнима с проблемой факторизации целых чисел.
В 1981 году Рабин изобрёл протокол передачи данных с забыванием (англ. oblivious transfer) — надёжную технику передачи информации, при которой отправитель не получает подтверждения того, дошло ли сообщение до получателя. В 1987 году, вместе с Ричардом Карпом, Рабин разработал знаменитый алгоритм поиска образца (подстроки) в строке.

## Награды
- 1960 — Премия Вейцмана по точным наукам[3]
- 1973 — Премия Ротшильда по математике[3]
- 1976 — Премия Тьюринга совместно с Дана Скоттом «за работу „Finite Automata and Their Decision Problem“, в которой вводится понятие недетерминированных конечных автоматов, ставших несомненно полезной концепцией. Их труд стал постоянным источником вдохновения для дальнейшей работы в этой области»[4] Недетерминированные конечные автоматы являются ключевым понятием в теории сложности вычислений, где с их помощью описывается класс NP.
- 1980 — Премия Харви[3]
- 1985 — Гиббсовская лекция
- 1995 — Государственная премия Израиля по математике
- 2000 — Премия Чарльза Беббиджа от IEEE
- 2001 — Мемориальные лекции Вейцмана
- 2003 — Премия Париса Канеллакиса[2]
- 2004 — Премия ЭМЕТ[5]
- 2010 — Премия Дэна Дэвида
- 2015 — Премия Дейкстры